# 圣西克斯特 (上萨瓦省)
圣西克斯特（法語：Saint-Sixt，法語發音：[sɛ̃ sikst]）是法国上萨瓦省的一个市镇，属于博讷维尔区。

## 地理
圣西克斯特（46°3'10"N, 6°19'46"E）面积5.21 平方千米，位于法国奥弗涅-罗讷-阿尔卑斯大区上萨瓦省，该省份为法国东部省份，历史上为薩伏依的一部分，北与瑞士接壤，西接安省，南至萨瓦省，东与瑞士和意大利接壤。
与圣西克斯特接壤的市镇（或旧市镇、城区）包括：阿芒西、福龙河畔拉罗什、圣洛朗。
圣西克斯特的时区为UTC+01:00、UTC+02:00（夏令时）。

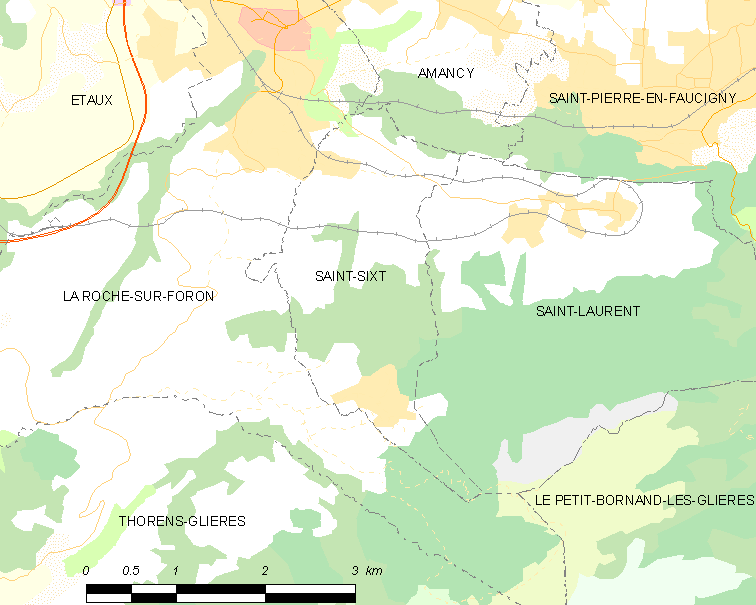
圣西克斯特的OSM定位图

## 行政
圣西克斯特的邮政编码为74800，INSEE市镇编码为74253。

## 政治
圣西克斯特所属的省级选区为福龙河畔拉罗什县。

## 人口

1962-2008年间圣西克斯特人口变化图示

圣西克斯特于2022年1月1日时的人口数量为994人。